# Praehelichus sericatus
Praehelichus sericatus är en skalbaggsart som först beskrevs av Waterhouse 1881.  Praehelichus sericatus ingår i släktet Praehelichus och familjen öronbaggar. Inga underarter finns listade i Catalogue of Life.